# Elizabeth Graeme Fergusson
Pour les articles homonymes, voir Fergusson.
Elizabeth Graeme Fergusson, née Elizabeth Graeme, aussi appelée Ferguson, née le 3 février 1737 à Philadelphie en Pennsylvanie et morte le 23 février 1801 près de Philadelphie, est une écrivaine américaine.

## Biographie
Elizabeth Graeme naît le 3 février 1737 à Philadelphie. Elle est le plus jeune enfant du Dr Thomas Graeme et de sa femme, Ann Diggs.
Elle grandit dans une famille riche et influente.
Vers 1757, elle se fiance avec William Franklin, fils de Benjamin Franklin, mais l'opposition des deux familles à un tel mariage, ainsi que l'absence de William à Londres avec son père, met fin à cette relation. Entre 1764 et 1765, elle séjourne à Londres, où elle rencontre plusieurs personnalités littéraires et scientifiques de premier plan. Elle traduit Télémaque de Fénelon. Pratiquement aucun de ses écrits n'est publié de son vivant.
Le 21 avril 1772 elle épouse Henry H. Fergusson, qui passe une grande partie de son temps en Angleterre alors qu'elle reste à Graeme Park. Pendant la Révolution américaine, son mari est loyaliste, alors qu'elle soutient légèrement la cause Whig.
Elle meurt le 23 février 1801 près de Philadelphie.